# Clavulina gigartinoides
Clavulina gigartinoides é uma espécie de fungo pertencente à família Clavulinaceae.